# Campionati europei di ginnastica aerobica 2011
I Campionati europei di ginnastica aerobica 2011 sono stati la 7ª edizione della competizione organizzata dalla Unione Europea di Ginnastica.
Si sono svolti a Bucarest, in Romania, dal 9 al 13 novembre 2011.

## Medagliere
| Pos.   | Nazione | Oro | Argento | Bronzo | Totale |
| ------ | ------- | --- | ------- | ------ | ------ |
| 1      | Romania | 2   | 1       | 1      | 4      |
| 2      | Spagna  | 1   | 2       | 0      | 3      |
| 3      | Russia  | 1   | 1       | 3      | 4      |
| 4      | Francia | 1   | 0       | 1      | 2      |
| 5      | Italia  | 0   | 1       | 0      | 1      |
| Totale | Totale  | 5   | 5       | 5      | 15     |

## Podi
| Evento                | Oro                    | Argento            | Bronzo                 |
| Individuale maschile  | Ivan Parejo            | Emanuele Pagliluca | Alexander Kondratichev |
| Individuale femminile | Oana Corina Constantin | Sara Moreno        | Maria Luisa Pavel      |
| Coppia mista          | Francia                | Spagna             | Russia                 |
| Trio                  | Romania                | Russia             | Francia                |
| Gruppo                | Russia                 | Romania            | Russia                 |